# Speonebalia cannoni
Speonebalia cannoni is een kreeftachtigensoort uit de familie van de Nebaliidae. De wetenschappelijke naam van de soort is voor het eerst geldig gepubliceerd in 1985 door Bowman, Yager & Iliffe.